# NRP Sines

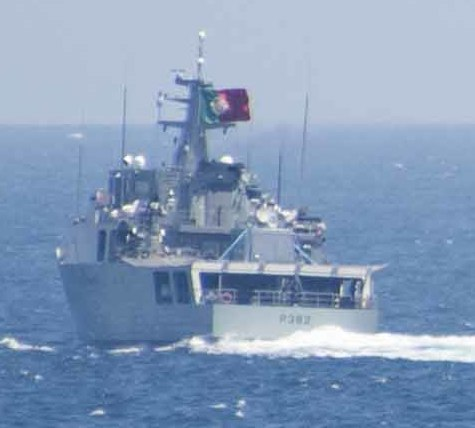

El NRP Sines es un buque patrullero de la clase Viana do Castelo de la Marina portuguesa.
El buque se encuentra actualmente en construcción por los astilleros West Sea, en Viana do Castelo, Portugal.